# 抄兀儿
抄兀儿（?—?），又译抄吾儿，又作召烈台抄兀儿，蒙古召烈氏。
召烈台抄兀儿早年追随铁木真。1201年，哈剌赤、朵鲁班、塔塔儿、弘吉剌等部会于犍河（今额尔古纳河东岸支流根河）之滨的忽兰也儿吉，共举札木合为菊儿罕，结盟宣誓，谋袭铁木真军。他得知消息，与火鲁剌人火力台一同急告铁木真。铁木真起兵迎击，抄兀儿率兵收海剌儿阿带亦儿浑之地，败札木合等十一部联军，迫降弘吉剌部。抄兀儿因功受封答剌罕称号。

## 延伸阅读
[在维基数据编辑]
 《元史·卷123》，出自宋濂《元史》
 《新元史/卷129》，出自柯劭忞《新元史》